# Paleolinguïstiek
Paleolinguïstiek of linguïstische paleontologie is de studie en reconstructie van de menselijke taal in het verre verleden. Adolphe Pictet introduceerde het begrip linguïstische paleontologie in 1859. Het volgde uit de vergelijkende methode en de vergelijkende filologie. Het wetenschappelijk tijdschrift Mother Tongue van de Association for the Study of Language in Prehistory (ASLIP) is gewijd aan dit vakgebied. De linguïstische paleontologie heeft grote invloed gehad op discussies over het Proto-Indo-Europese thuisland en de Indo-Arische invasie-theorie, maar wordt vanwege het speculatieve karakter nog maar weinig aangehangen in de academische wereld. In populaire publicaties zijn de conclusies nog wel terug te vinden.
Het basisidee van de linguïstische paleontologie is dat cognaten die in alle talen van een taalfamilie voorkomen, een bewijs zijn dat deze woorden en bijbehorende voorwerpen voorkwamen in de vooroudertaal en protocultuur.

## Geschiedenis
Pictet kwam met het beukenargument waarin hij stelde dat de beuk zowel in Europese als Indo-Iraanse talen cognaten had van het Proto-Indo-Europese *bʰāg(ó), maar alleen in het westen voorkwam. Dat zou erop wijzen dat het Proto-Indo-Europese thuisland in het westen lag. Julius Klaproth was eerder op basis van de berk juist tot de conclusie gekomen dat wat hij het Indo-Germaans noemde India moest zijn binnengekomen vanuit het noorden, aangezien het de enige boomnaam in het Sanskriet was die een cognaat had in de Europese talen. Lazarus Geiger tekende op basis hiervan een kaart gecentreerd op Duitsland en verbond taal aan ras en stelde dat Indo-Europeanen blonde haren en blauwe ogen hadden. Uiteindelijk bleek het beukenargument niet houdbaar, onder meer omdat er geen cognaat was in Anatolië, waar de beuk wel voorkomt, terwijl het woord in andere talen voor eik werd gebruikt. Daarnaast verandert het verspreidingsgebied van bomen en is het onbekend hoe dat er millennia geleden uitzag voor de beuk. Belangrijker nog, er is geen woord voor beuk in het Sanskriet, zodat het ontstaan kan zijn nadat de Indo-Europeanen weg zouden zijn getrokken uit India. Zo bleek ook het zalmargument voor meerderlei uitleg vatbaar en geen uitsluitsel te kunnen geven over de locatie van een thuisland. Het gegeven dat het paard bekend was bij de Indo-Europeanen is ook aangehaald om een thuisland aan te wijzen, maar ook dit is op meerdere wijzes te interpreteren, aangezien het onbekend is of dit het wilde paard of de gedomesticeerde variant. Dat maakt dat de Koerganhypothese een zekere cirkelredenering kent, aangezien deze uitgaat van de Pontisch-Kaspische Steppe als thuisland van het Proto-Indo-Europees, omdat hier het paard gedomesticeerd zou zijn. Waar Marija Gimbutas mede met behulp van linguïstische paleontologie met deze hypothese de Indo-Arische invasie-theorie nieuw leven inblies met een nomadisch krijgersvolk, kwam Colin Renfrew, ook mede op basis van linguïstische paleontologie, tot de Anatolische hypothese met een sedentair landbouwvolk. Aangezien de methode zo speculatief is en op basis van dezelfde gegevens tot wijd uiteenlopende conclusies leidt, heeft de reputatie geen goed gedaan. In 1926 stelde John Fraser al:
[...] we find, in fact, that different investigators, equally competent, using the same method, and, roughly, the same material, have come to conclusions that differ wildly.

## Hypotheses
Voor de meeste historisch-taalkundigen is er geen apart studiegebied paleolinguïstiek. Degenen die de term wel gebruiken zijn vaak aanhangers van niet algemeen geaccepteerde hypotheses ten aanzien van de ontwikkeling van een taal. Soms wordt naar de groep verwezen als de long rangers.
De hypothesen waarover onenigheid bestaat vallen in twee groepen uiteen.
- Voor sommige van de hypothesen geldt dat het toepassen van standaard historisch-taalkundige gebeurt op een dusdanige manier dat de hypothese daardoor onbetrouwbaar wordt. Een goed voorbeeld hiervan is het Nostratisch, de veronderstelde proto-taal van veel talen die op hun beurt zelf proto-talen zijn geworden, zoals het Proto-Indo-Europees. Het Nostratisch is voorgesteld door onder andere Vladislav Illitsj-Svitytsj als oertaal voor alle Indo-Europese, Oeraalse, Altaïsche, Dravidische, Kartvelische en Afro-Aziatische taalfamilies en soms andere talen. Er zijn fonologische en morfologische overeenkomsten vastgesteld. Op basis daarvan is een oertaal samengesteld. Het Nostratisch wordt niet algemeen geaccepteerd vanwege twijfels ten aanzien van de zowel de overeenkomsten in de taalfamilies als de reconstructie.
- Andere hypothesen zijn controversieel doordat de gebruikte onderliggende methode ter discussie staat. In deze groep vallen voorstellen die gebaseerd zijn op veel overeenkomsten in woorden, etymologie, waarin een relatie tussen talen wordt vastgesteld op basis van gelijkheid in klank en betekenis, zonder dat naar fonologie of reconstructie gekeken wordt. In het algemeen wordt ervan uitgegaan dat deze methode geen onderscheid kan maken tussen toevallige overeenkomsten en historische verbanden tussen talen. Het verschil tussen gezamenlijke afkomst en later contact tussen talen verdwijnt dan.